# Албарија-Вилимпента (Верона)
Албарија-Вилимпента (итал. Albaria-Villimpenta) је насеље у Италији у округу Верона, региону Венето.
Према процени из 2011. у насељу је живело 55 становника. Насеље се налази на надморској висини од 13 м.